# Solanum cymbalariifolium
Solanum cymbalariifolium är en potatisväxtart som beskrevs av Emilio Chiovenda. Solanum cymbalariifolium ingår i släktet skattor som ingår i familjen potatisväxter. Inga underarter finns listade i Catalogue of Life.